# Área metropolitana de la Bahía de Cádiz-Jerez
El Área Metropolitana de la Bahía de Cádiz-Jerez  es una de las nueve áreas metropolitanas andaluzas identificadas en el Plan de Ordenación del Territorio de Andalucía (POTA), formada por los municipios de Cádiz, Chiclana de la Frontera, Jerez de la Frontera, Puerto Real, El Puerto de Santa María y San Fernando en la provincia de Cádiz, Andalucía (España). Tiene una población de 639.560 habitantes (INE 2023) y una extensión de 2026,3 km². Es la tercera área metropolitana de Andalucía, detrás de las de Sevilla y de Málaga, y la undécima de España.
El Plan de Ordenación del Territorio de Andalucía define las conurbaciones como ámbitos variables y extensibles, por lo que no descarta la ampliación a municipios aledaños. En el caso de la Bahía de Cádiz-Jerez define una especial relación con los municipios de la Janda, la Sierra de Cádiz y la Costa Noroeste de Cádiz. Entre ellas define relaciones estrechas entre Sanlúcar de Barrameda y Arcos de la Frontera con Jerez, y de Rota con los municipios de la Bahía. Esta última es especialmente reseñable puesto que es miembro de la Mancomunidad de Municipios de la Bahía de Cádiz. Aunque no se incluyen actualmente en la conurbación, son los principales candidatos a formar parte de ella en el futuro.

## Geografía
El área metropolitana está compuesto por dos comarcas: La Bahía de Cádiz y la Campiña de Jerez. En la bahía encontramos uno de los elementos naturales más importantes que dibujan la zona y explica en gran medida las características especiales del área metropolitana, el Parque natural de la Bahía de Cádiz. El parque natural de la Bahía de Cádiz es un espacio natural protegido desde 1989 que se extiende a lo largo de 10.522 hectáreas. Pertenece a los municipios de Cádiz, San Fernando, Puerto Real, Chiclana de la Frontera y El Puerto de Santa María. Comprende marismas, playas, pinares, arenales y zonas de matorral. De gran valor ecológico, el entorno cuenta con diversos endemismos de interés.
- Río Guadalete: Nace al norte de la sierra de Grazalema y desemboca en El Puerto de Santa María en la bahía de Cádiz. Es el tercer río por longitud de Andalucía, por detrás del río Guadalquivir y su afluente, el río Genil. En su desembocadura en el océano Atlántico, el Guadalete divide la ciudad de El Puerto de Santa María en dos, situándose su término municipal y zona urbana en su rivera.

- Río San Pedro: Es un paleocauce del río Guadalete. Al río desemboca cerca de su origen el caño de la Tapa, límite municipal entre Jerez de la Frontera y Puerto Real y atraviesa el norte de este último para seguidamente servir de divisoria entre Puerto Real y El Puerto de Santa María hasta su desembocadura en la bahía.

- Caño de Sancti-Petri: Su corriente fluye entre las localidades de San Fernando (situada en la Isla de León) y Chiclana de la Frontera y Puerto Real (situadas en la Península).

- Río Arillo: Es un caño que separa la Isla de León de la Isla de Cádiz, separando por consiguiente los términos municipales de las ciudades de Cádiz y San Fernando.

- La Isla de León: Es una de las islas que forman la bahía de Cádiz y comprende la porción de tierra situada entre la ciudad de Cádiz y la península ibérica, perteneciendo en su totalidad al municipio de San Fernando, cuyo núcleo urbano se asienta sobre la isla.

- La Isla de Cádiz: Es una de las islas que forman la bahía de Cádiz. Se encuentra unida a la Isla de León por un tómbolo, únicamente separadas por el río Arillo. La Isla conforma la totalidad del municipio de Cádiz.

- La Isla del Trocadero:  Es una isla de la Bahía de Cádiz. Pertenece al término municipal de Puerto Real y está protegida como Paraje Natural. Con una extensión de 5,25 km², tiene prohibido el acceso a personas ya que se inunda cuando sube la marea.

- El Islote de Sancti Petri: El Islote está enclavado en la desembocadura del caño de Sancti Petri, en el término municipal de San Fernando. En la antigüedad existía el más famoso templo de Occidente, el de Hércules Melkart.

## Demografía
El área metropolitana de la Bahía de Cádiz-Jerez tiene una población de 638.807 habitantes a 1 de enero de 2022 y una extensión de 2026,3 km². Es la tercera área metropolitana de Andalucía, detrás de las de Sevilla y de Málaga, y la undécima de España.
| Gráfica de evolución de n.º de habitantes entre 1900 y 2023 |
|                                                             |

## El área metropolitana

### Municipios
El Área metropolitana de la Bahía de Cádiz-Jerez está formada por 6 ciudades. La mayor distancia entre municipios se da entre Jerez de la Frontera y Chiclana de la Frontera (30 kilómetros) y la menor distancia entre Puerto Real y Cádiz (1,9 kilómetros).
La ciudad de Jerez de la Frontera está a tan solo 6 kilómetros de El Puerto de Santa María, con la sierra de San Cristóbal como frontera natural. Por otra parte, la capital de la provincia, Cádiz, se encuentra a tan solo a 6 kilómetros de San Fernando, separados por un pequeño istmo que comunica el municipio con la Isla de León. Las ciudades de Chiclana de la Frontera y San Fernando se encuentran a 5 kilómetros, separadas por el Caño de Sancti Petri que separa la Isla de León del continente europeo.
Según la clasificación oficial, las localidades que componen cada una de las áreas urbanas son:
| Área metropolitana de la Bahía de Cádiz-Jerez |                  |                  |                 |
| Municipio                                     | Población (2023) | Población (2001) | Extensión (km²) |
| Jerez de la Frontera                          | 213.231          | 183.273          | 1.188,14        |
| Cádiz                                         | 111.811          | 133.363          | 14,2            |
| San Fernando                                  | 93.927           | 88.073           | 35,2            |
| El Puerto de Santa María                      | 89.813           | 76.236           | 159,4           |
| Chiclana de la Frontera                       | 88.709           | 61.028           | 205,3           |
| Puerto Real                                   | 42.069           | 35.783           | 197,6           |
| Total                                         | 639.560          | 577.736          | 2.026,3         |

## Transporte

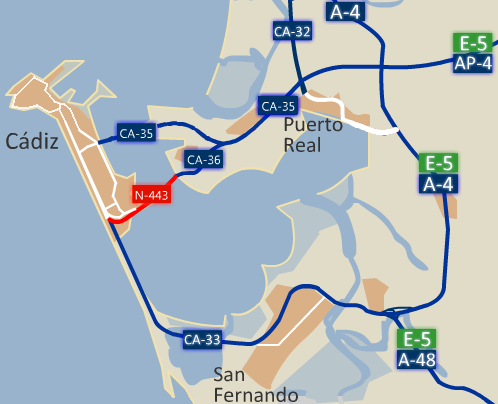
Carreteras del entorno de Cádiz

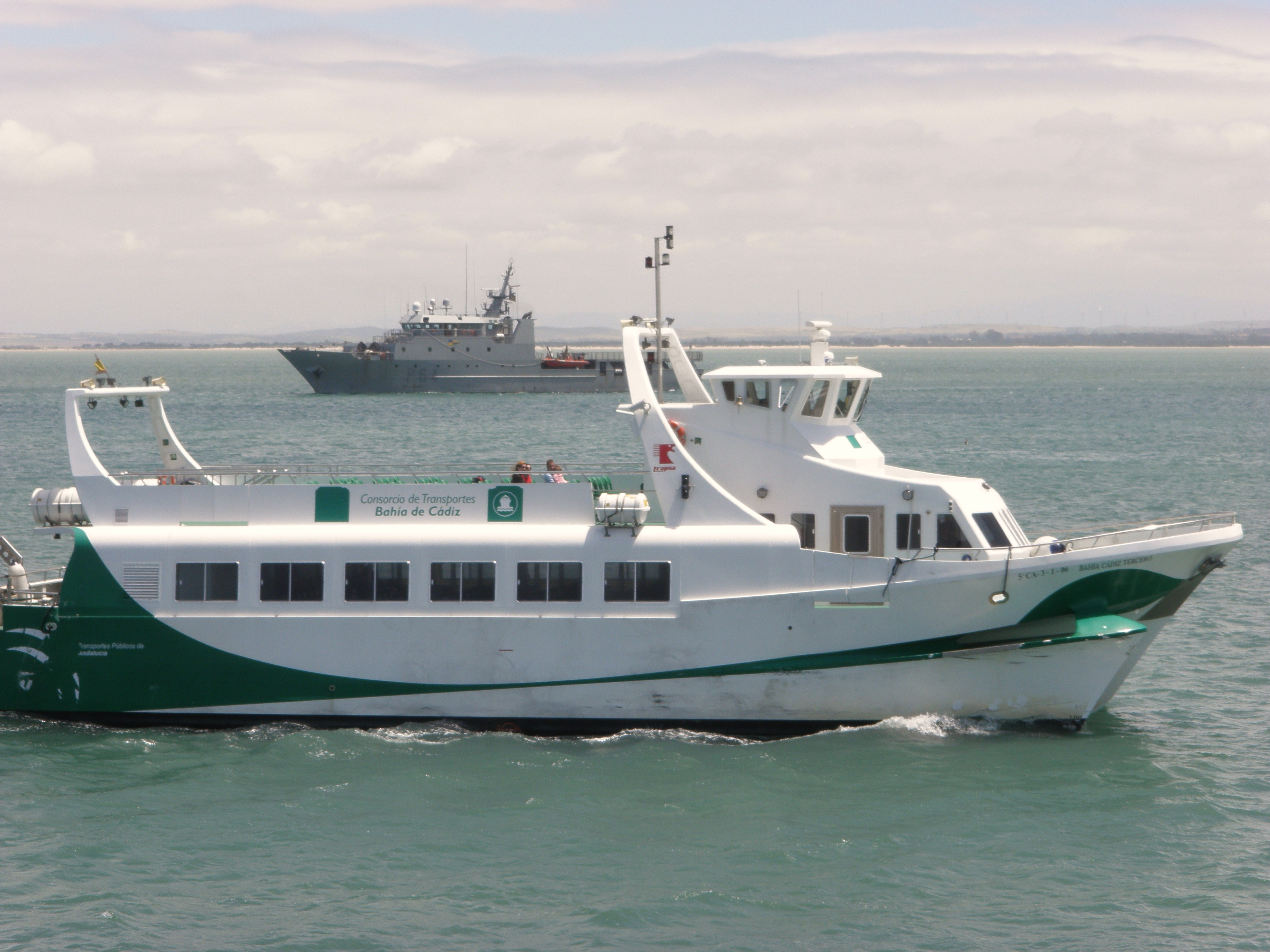
Catamarán El Puerto-Cádiz

El Consorcio Metropolitano de Transportes de la Bahía de Cádiz es la principal entidad encargada de unificar todos los sistemas de transporte público de la comarca de la Bahía de Cádiz y otros municipios de la provincia de Cádiz unidos al mismo.
El territorio de los municipios adscritos ha sido dividido en zonas. Los siete municipios que conforman el consorcio son los siguientes: Cádiz, Chiclana de la Frontera, El Puerto de Santa María, Jerez de la Frontera, Puerto Real, Rota y San Fernando. Asimismo, los municipios de Arcos de la Frontera, Medina Sidonia y Sanlúcar de Barrameda han suscrito convenios de actuación preferente con el Consorcio, de modo que las líneas que los sirven también se benefician de la utilización del billete único.

### Puertos

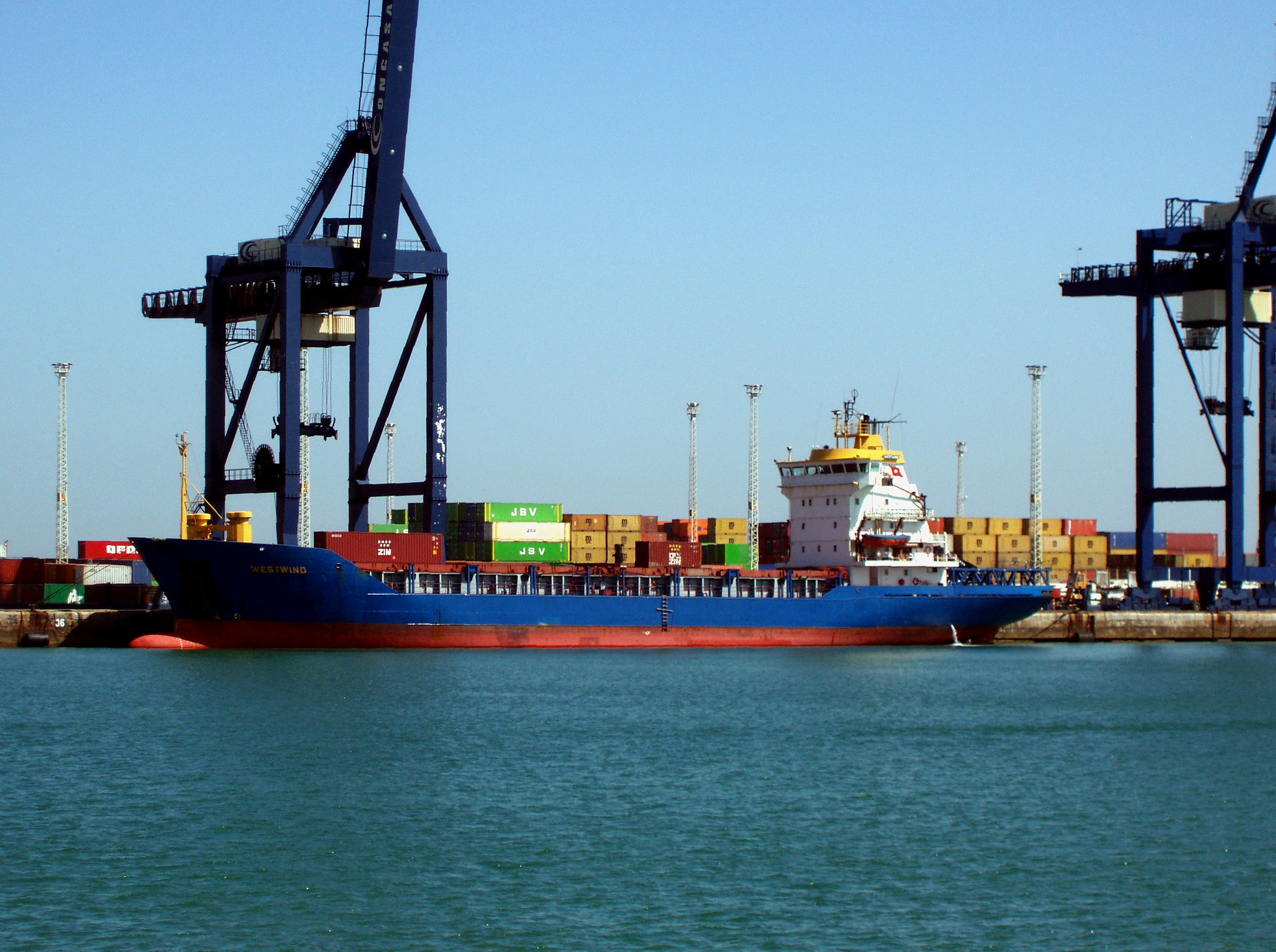
Puerto de la Bahía de Cádiz

El Puerto de la Bahía de Cádiz es un complejo portuario situado sobre el litoral atlántico sur español en la bahía de Cádiz. Este complejo agrupa a cinco puertos: Muelle de Cádiz, Muelle de Cabezuela-Puerto Real, Muelle de la Zona Franca (Cádiz) y Muelle de El Puerto de Santa María. Todos estos puertos quedarían bajo la supervisión de una misma institución: La Autoridad Portuaria de la Bahía de Cádiz. La privilegiada posición del puerto, con comunicación permanente con Tánger y las Islas Canarias, y su crecimiento lento pero sostenido lo convierten en uno de los primeros puertos españoles.

### Aeropuerto

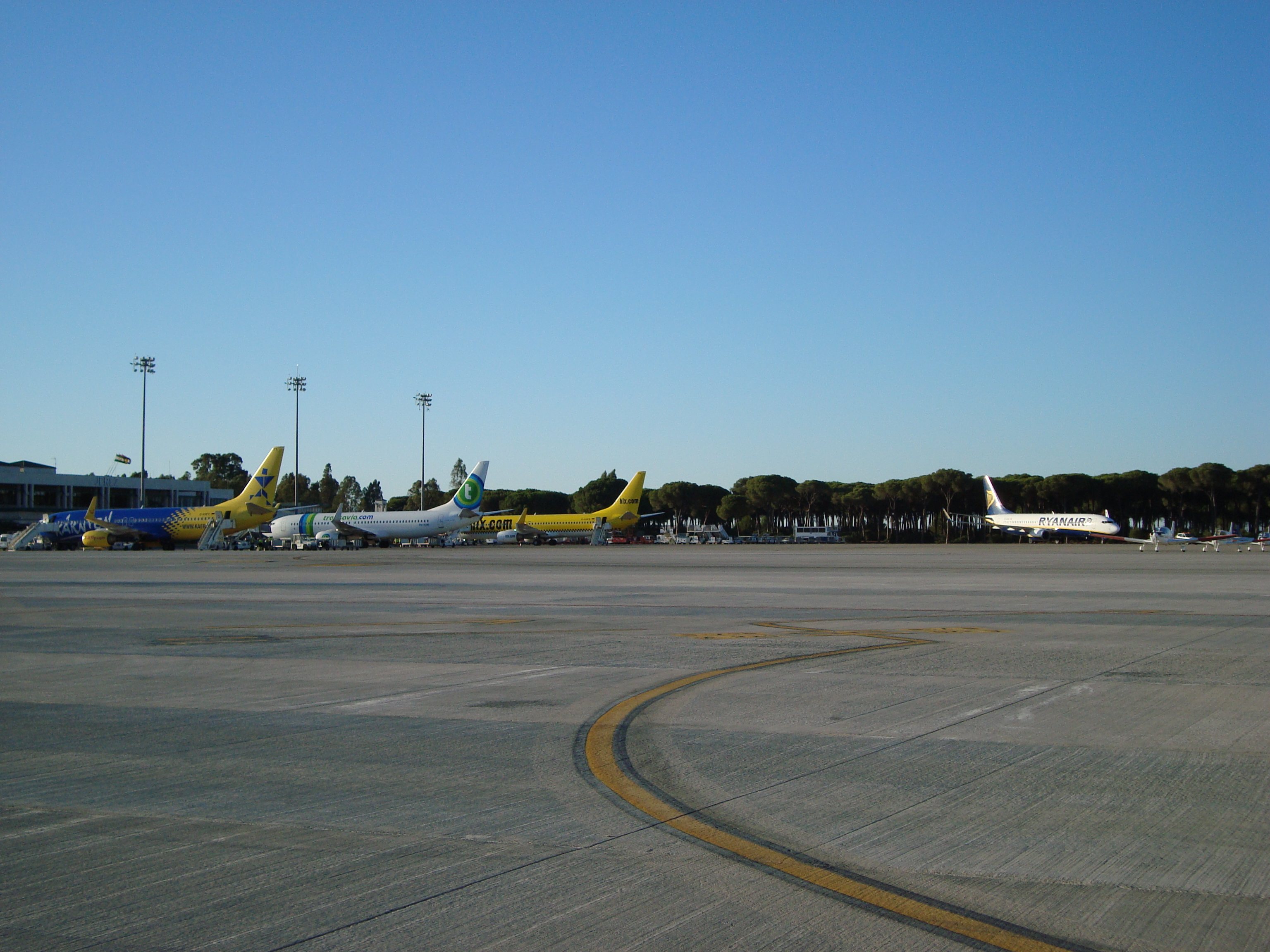
Aeropuerto de Jerez

El Aeropuerto Internacional de Jerez es el único aeropuerto civil de la provincia y se encuentra en el municipio de Jerez de la Frontera. Es el tercer aeropuerto en número de pasajeros de Andalucía, por detrás del aeropuerto Málaga-Costa del Sol y el de Sevilla. El aeropuerto está comunicado con la ciudad a través de una línea regular de autobuses, además de con El Puerto de Santa María y Cádiz.

### Ferrocarril
En la Línea de ferrocarril Madrid-Cádiz discurren cercanías, regionales y trenes de largo recorrido. El Cercanías tiene diversas paradas en los términos municipales de Cádiz, San Fernando, Puerto Real, El Puerto de Santa María y Jerez de la Frontera. Además transcurre un regional que enlaza la provincia de Cádiz con la de Sevilla, tiene paradas en Cádiz, San Fernando, Puerto Real, El Puerto de Santa María, Jerez de la Frontera, Las Cabezas de San Juan, Utrera, Dos Hermanas, y Sevilla. También transcurren trenes de largo recorrido hacia Madrid, Barcelona, etc. En la actualidad esta vía está siendo desdoblada y convertida al ancho de vía europeo, dentro del proyecto de tren de alta velocidad Sevilla-Cádiz.
También se tiene en conexión con Jaén por la misma línea que conecta la ciudad de Cádiz con Sevilla, mediante el tren de Media Distancia que conecta ambas capitales de provincia en menos de 5 horas.  Tiene como estaciones (después de Sevilla) ciudades tan importantes como Córdoba, Andújar o Jaén.
Recientemente se están volviendo a explorar tramos junto a la Ciudad del Transporte de Jerez.